# Кочелаевский, Юрий Петрович
Юрий Петрович Кочелаевский (3 июня 1920 — 27 октября 1970) — советский лётчик минно-торпедной авиации в годы Великой Отечественной войны, Герой Советского Союза (31.05.1944). Полковник (23.07.1952). Военный штурман 1-го класса (1955).

## Биография
Родился 3 июня 1920 года в Баку в семье рабочего. Русский. Окончил 10 классов школы в Баку. 
В Военно-Морском Флоте с августа 1937 года. Окончил Военно-морское авиационное училище имени И. В. Сталина в 1939 году. С апреля 1939 года служил в 4-м минно-торпедном авиационном полку ВВС Тихоокеанского флота: младший летчик-наблюдатель, с декабря 1940 года — штурман звена. В феврале-марте 1942 года участвовал в выполнении задания по перегону группы самолётов ДБ-3Ф с Дальнего Востока на Северный флот, после выполнения которого оставлен на Севере.
В боях Великой Отечественной войне с апреля 1942 года. Сначала зачислен штурманом звена в состав 2-го гвардейского смешанного авиационного полка ВВС Северного флота. В ноябре 1942 года был переведён в формирующийся 24-й минно-торпедный авиаполк ВВС СФ: штурман звена, с февраля 1943 — штурман эскадрильи, с марта 1944 — начальник штурманской службы эскадрильи. Внёс свой боевой вклад в то, что приказом народного комиссара ВМФ Союза ССР № 190 от 31 мая 1943 года за мужество и героизм, проявленные в боях личным составом полка, 24-й минно-торпедный авиационный полк получил гвардейское наименование и был преобразован в 9-й гвардейский минно-торпедный авиационный полк. Наиболее часто летал штурманом в экипажах лётчиков Вячеслава Балашова, Сергея Макаревича и Григория Поповича. Член ВКП(б) с 1942 года.
Штурман эскадрильи 9-го гвардейского минно-торпедного авиаполка (5-я минно-торпедная авиационная дивизия, ВВС Северного флота) гвардии капитан Кочелаевский Ю. П. совершил 102 боевых вылета (в том числе 14 на морскую разведку и 9 на постановку морских минных заграждений на коммуникациях противника. Участник 24-х торпедных атак, в которых в составе экипажа потопил 5 транспортов, крупный танкер, сторожевой корабль противника. При ударах по вражеским аэродромам на земле уничтожено 18 и повреждено 4 самолёта. Совершил ряд ответственных полётов на архипелаг Новая Земля, 21 раз вылетал для проводки кораблей через пролив Карские Ворота.
Указом Президиума Верховного Совета СССР от 31 мая 1944 года за «образцовое выполнение боевых заданий командования на фронте борьбы с немецкими захватчиками и проявленные при этом отвагу и геройство» гвардии капитану Кочелаевскому Юрию Петровичу присвоено звание Героя Советского Союза с вручением ордена Ленина и медали «Золотая Звезда» № 3892.
С февраля 1945 года — начальник штурманской службы — флагманский штурман 14-й смешанной авиационной дивизии ВВС Северного флота.
После войны продолжал военную службу, будучи в апреле 1945 года направлен на учёбу в академию. Окончил Военно-воздушную академию в 1949 году. С октября 1949 года служил старшим штурманом 8-й минно-торпедной авиационной дивизии ВВС 4-го ВМФ (Балтийское море). С января 1951 года был начальником кафедры на Высших офицерских лётно-тактических курсах. С декабря 1952 года — заместитель главного штурмана ВВС ВМФ СССР. С апреля 1954 года — штурман 2-й гвардейской минно-торпедной авиационной дивизии имени Героя Советского Союза Н. А. Токарева ВВС Черноморского флота. С декабря 1957 года — старший преподаватель Военно-морской академии имени К. Е. Ворошилова. С февраля 1964 года полковник Кочелаевский Ю. П. — в запасе.
Жил в городе-герое Ленинграде (ныне Санкт-Петербург). Скончался 27 октября 1970 года. Похоронен на Красненьком кладбище.

## Награды
- Медаль «Золотая Звезда» Героя Советского Союза (31.05.1944);
- Орден Ленина (31.05.1944);
- 2 ордена Красного Знамени (25.09.1942, 2.04.1943);
- Орден Отечественной войны I степени (4.02.1943);
- 2 ордена Красной Звезды (26.02.1953, 4.06.1955);
- Медаль «За боевые заслуги» (6.11.1947);
- Медаль «За оборону Советского Заполярья» (вручена 14.01.1947);
- Ряд других медалей СССР.

## Мемориальные места
- Бюст Ю. П. Кочелаевского, в числе 53-х  лётчиков-североморцев, удостоенных звания Героя Советского Союза, установлен в пос. Сафоново на Аллее Героев около музея ВВС СФ.